# Mars Deutschland
Mars Deutschland ist die deutsche Tochter von Mars Incorporated. Das Unternehmen startete 1960 mit der Produktion von Heimtierfertignahrung. 1961 wurden Schokoriegel auf den Markt gebracht; seit 1979 stellt Mars auch Süßwaren her.

## Allgemeines
Mit der ersten Heimtiernahrungsfabrik in Verden startete Mars Deutschland 1960 die Produktion. Aktuell arbeiten an den vier Betriebsstandorten Viersen (Mackenstein), Verden, Minden rund 2.600 Mitarbeiter aus 43 Ländern in den Geschäftsbereichen Süßwaren, Heimtiernahrung, Lebensmittel und Getränke. Mit diesen Arbeitsbereichen macht Mars Deutschland rund 1,9 Milliarden Euro Umsatz im Jahr (2022). Am Standort Verden befindet sich seit 2005 das Pet-Center (Europäisches Forschungs- und Innovationscenter für Heimtierfertignahrung) und seit 2007 die Europazentrale von Mars Petcare. Auch die Wrigley Europazentrale (seit 2008 Teil der Mars Inc.) befand sich vor dem Umzug nach London in Deutschland. Für Wrigley arbeiteten 2017 in Deutschland am Standort Unterhaching ca. 400 Mitarbeiter.

## Bereiche
| Logo | Geschäftsfeld           | Marken | Geschäftsführer  |
| ---- | ----------------------- | --- | ---------------- |
|      | Tierfutter              | Pedigree, Whiskas, Sheba, Kitekat, Frolic, Cesar, Chappi, Perfect Fit, Catsan, Trill etc.                                                                                           | Tomasz Pawlowski |
|      | Produktion der Süßwaren | Mars, Snickers, Twix, Balisto, Milky Way, Bounty, M&Ms, Maltesers, Celebrations, Mars Icecream etc.                                                                                 | Evelina Wagner   |
|      | Lebensmittel            | Uncle Ben’s, Ebly, Mirácoli | Lars Sonnenberg  |
|      | Kaugummi, Süßwaren      | Wrigley's Extra, Airwaves, 5GUM, Hubba Bubba, Wrigley’s Spearmint, Juicy Fruit, Mars, Snickers, Twix, Balisto, Milky Way, Bounty, M&Ms, Maltesers, Celebrations, Mars Icecream etc. | Carsten Simon    |

## Standorte und Produkte
Die 5 deutschen Standorte sind Herstellungsstätten vieler Mars- und Wrigley-Produkte.
- Viersen-Mackenstein: Mars Chocolate: Hier werden von rund 600 Mitarbeitern vor allem Balisto, Twix und Komponenten von Celebrations produziert sowie alle Mars-Schokoladenprodukte vermarktet. Pro Minute laufen rund 10.000 Snacks vom Band. Von Viersen wird neben dem Süßwarenbereich auch Mars Eiskrem für Deutschland betreut.[11]
- Verden (Aller): Mars Petcare, Mars Food, Mars Drinks: In Verden (Niedersachsen) beschäftigt Mars mehr als 1.000 Mitarbeiter – der Standort im Stadtteil Eitze ist die größte Heimtiernahrungsfabrik der Mars Inc. auf dem europäischen Kontinent. Produziert werden u. a. Whiskas, Pedigree, Cesar, Sheba, Frolic und Kitekat – pro Jahr insgesamt rund 200.000 Tonnen Tiernahrung. Auch die Bereiche Mars Drinks (Klix, Flavia) und Mars Food (Uncle Ben's, Ebly) arbeiten in Verden.[12]
- Minden: Mars Petcare: Die Heimtiernahrungsfabrik in Minden (Nordrhein-Westfalen) ist auf die Herstellung von Trockenfutter (Pedigree, Chappi und Perfect Fit) spezialisiert. Jährlich werden rund 100.000 Tonnen produziert.[13]
- Unterhaching: Wrigley Deutschland: Seit 1991 ist Unterhaching (Bayern) der deutsche Hauptsitz des Kaugummi-Produzenten Wrigley und steht unter anderem für Wrigley´s Spearmint, Doublemint, Juicy Fruit, Orbit oder Air Waves. Auch die Europazentrale des eigenständigen Bereichs Wrigley innerhalb der Mars Inc. hat ihren Sitz in Unterhaching.[14]
- Köln: Tiernahrung der Royal Canin Tiernahrung GmbH & Co. KG[15]

## Geschichte
1960 nahm in Verden an der Aller (Niedersachsen) die Deutsche Petfood GmbH (deutsche Tochter der Mars Inc.) ihre erste Fabrik in Betrieb. Produziert wurde Heimtiernahrung (Chappi, Kitekat, Trill) für den deutschen, später auch kontinentaleuropäischen Markt. Ziel war es, die bereits in England erfolgreiche Fertignahrung in Dosen und Schalen, aber auch Trockenfutter in Deutschland zu etablieren. Mitte der sechziger Jahre wurde das Unternehmen umbenannt in Effem GmbH. Der Name setzt sich aus den Initialen des Besitzers Forrest Mars – F.M. – zusammen, wird aber „Effem“ ausgesprochen. 1982 eröffnete die Effem GmbH ihren zweiten Standort in Minden (Westfalen).
Seit 1961 werden auch die Süßwaren-Produkte der Mars Inc. auf dem deutschen Markt verkauft. Um die wachsende Nachfrage in Deutschland decken zu können, baute das Unternehmen im nordrhein-westfälischen Viersen (Mackenstein) eine Süßwarenfabrik, die 1979 in Betrieb ging. Sie firmiert unter dem Namen Mars GmbH Deutschland.
1986 kaufte Mars den Eiscremehersteller Dove und baute auch für Deutschland einen neuen Geschäftsbereich auf – die Schokoriegel als Eis. Inzwischen sind die Eiskremvarianten vom Mars, Twix und Snickers als Riegel- und Stieleis, aber auch im Becher in Deutschland etabliert.
1990 erweiterte die Effem GmbH ihre Palette um die Eigenentwicklung des Pflanzenpflegesystem Seramis und den Bereich Mars Plantcare. Zur Herstellung wurde 1990 in Mogendorf (Westerwald) eine neu gebaute Fabrik eröffnet.
2001 führte die Mars Inc. die deutschen Töchter (Mars GmbH und Effem GmbH) unter dem Namen Masterfoods zusammen. Von 2007 an firmierten fünf Tochterfirmen unter dem Familiennamen Mars: Mars Chocolate Deutschland (Süßwaren, Eis), Mars Petcare Deutschland (Tiernahrung und -pflege), Mars Food Deutschland (Lebensmittel), Mars Plantcare Deutschland (Pflanzenpflege) und Mars Drinks Deutschland (Getränke und -systeme).
Seit der Übernahme von Wrigley durch Mars Inc. 2008 gehört auch die deutsche Niederlassung des Kaugummiherstellers in Unterhaching als eigenständige Tochter zu Mars Deutschland.
Die Tochterfirmen Mars Chocolate und Wrigley wurden 2018 vereint und agieren seitdem unter den Namen Mars Wrigley Confectionery. Die Wrigley GmbH war zuvor bereits in die Mars GmbH eingegliedert worden, die beiden Bereiche arbeiteten jedoch bis 2018 separat. Die Deutschlandzentrale der Mars Chocolate in Viersen wurde im Zuge der Vereinigung nach Unterhaching verlagert.
Mars veräußerte ihre Getränke-Abteilung mit den Marken Flavia und Klix in 2018 an das Kaffeeunternehmen Lavazza.
Mars stellte im Oktober 2022 seine Lieferungen an die Supermarktketten Rewe und Edeka sowie deren Discounter Penny und Netto ein, nachdem diese Preiserhöhungen nicht akzeptiert hatten. Rewe erzielte im Dezember 2022 eine Wiederaufnahme der Lieferung, bei Edeka hingegen wurden erst ab Februar 2024 wieder Mars-Produkte geführt.